# Smash Your Head on the Punk Rock
Smash Your Head on the Punk Rock è una compilation del gruppo statunitense Sebadoh, pubblicata nel 1992.

## Contenuti
Include quattro delle otto canzoni dell'EP Rocking the Forest e otto delle nove canzoni dell'EP Sebadoh Vs Helmet, entrambi pubblicati in Europa dalla Domino Records all'inizio del 1992.

## Tracce
1. Cry Sis
2. Brand New Love
3. Notsur Dnuora Selcric
4. Vampire
5. Good Things
6. Cecilia Chime In Melee
7. Everybody's Been Burned
8. Junk Bonds
9. New Worship
10. Mean Distance
11. Pink Moon
12. Mind Meld

## Formazione
- Jason Loewenstein: basso, batteria e voce
- Lou Barlow: chitarra e voce
- Bob Fay: batteria
- Eric Gaffney: batteria